# Сен-Ло (округ)
Округ Сен-Ло (фр. Arrondissement de Saint-Lô) — округ у Франції, в департаменті Манш. 2023 року округ об'єднував 87 муніципалітетів, населення становило 103 648 осіб.
Адміністративний центр (супрефектура) — Сен-Ло.

## Муніципалітети
Список муніципалітетів округу та їхні коди INSEE:
1. Аміньї (50006)
2. Аньо (50002)
3. Бевриньї (50050)
4. Белон (50048)
5. Бериньї (50046)
6. Б'євіль (50054)
7. Бодр (50034)
8. Бокудре (50039)
9. Бургвалле (50546)
10. Бургеноль (50069)
11. Вільбодон (50637)
12. Вільдьє-ле-Поель-Руффіньї (50639)
13. Вільє-Фоссар (50641)
14. Грень-Мені-Анго (50216)
15. Гуве (50214)
16. Данжі (50159)
17. Домжан (50164)
18. Ерель (50004)
19. Кавіньї (50106)
20. Канізі (50095)
21. Карантан-ле-Маре (50099)
22. Карантії (50098)
23. Кібу (50420)
24. Конде-сюр-Вір (50139)
25. Кувен (50148)
26. Ла-Барр-де-Семії (50032)
27. Ла-Блутьєр (50060)
28. Ла-Е-Бельфон (50234)
29. Ла-Коломб (50137)
30. Ла-Ланд-д'Еру (50262)
31. Ла-Люзерн (50283)
32. Ла-Мофф (50297)
33. Ла-Триніте (50607)
34. Ламбервіль (50261)
35. Ле-Гілен (50225)
36. Ле-Дезер (50161)
37. Ле-Лоре (50279)
38. Ле-Мені-Аме (50302)
39. Ле-Мені-Ері (50310)
40. Ле-Мені-Руселен (50321)
41. Ле-Мені-Венерон (50324)
42. Ле-Перрон (50398)
43. Маргере (50291)
44. Мариньї-Ле-Лозон (50292)
45. Меоті (50298)
46. Мон-сюр-Ель (50356)
47. Монбре (50338)
48. Монрабо (50351)
49. Монтабо (50334)
50. Монтрей-сюр-Лозон (50352)
51. Мопертюї (50295)
52. Мориньї (50357)
53. Муайон-Віллаж (50363)
54. Овер (50023)
55. Персі-ан-Норманді (50393)
56. Пон-Ебер (50409)
57. Рампан (50423)
58. Ремії-Ле-Маре (50431)
59. Сен-Вігор-де-Мон (50563)
60. Сен-Жан-де-Де (50488)
61. Сен-Жан-д'Ель (50492)
62. Сен-Жан-де-Савіньї (50491)
63. Сен-Жермен-д'Ель (50476)
64. Сен-Жиль (50483)
65. Сен-Жорж-д'Ель (50473)
66. Сен-Жорж-Монко (50475)
67. Сен-Клер-сюр-л'Ель (50455)
68. Сен-Ло (50502)
69. Сен-Луе-сюр-Вір (50504)
70. Сен-Мартен-де-Бонфоссе (50512)
71. Сен-П'єрр-де-Семії (50538)
72. Сен-Фромон (50468)
73. Сент-Аман-Віллаж (50444)
74. Сент-Андре-де-Боон (50445)
75. Сент-Андре-де-л'Епін (50446)
76. Сент-Сесіль (50453)
77. Сент-Сюзанн-сюр-Вір (50556)
78. Серизі-ла-Форе (50110)
79. Тереваль (50239)
80. Терр-е-Маре (50564)
81. Тессі-Бокаж (50592)
82. Ториньї-ле-Віль (50601)
83. Трибеу (50606)
84. Флері (50185)
85. Фурно (50192)
86. Шампрепю (50118)
87. Шерансе-ле-Ерон (50130)